# Philip Muscat
Philip Muscat (* 6. August 1930 in Żebbuġ; † 31. Dezember 2010 in Msida) war ein maltesischer Politiker der Partit Laburista (PL), der zwischen 1966 und 1996 Mitglied des Repräsentantenhauses war und von 1976 bis 1983 Bildungsminister sowie anschließend zwischen 1983 und 1987 Minister für halbstaatliche Industrien war.

## Leben
Muscat begann nach dem Besuch der Grundschule in Ħaż-Żebbuġ sowie des Lyzeums ein Studium der Pharmazie an der Royal University of Malta, das er 1952 mit einem Bachelor of Pharmacy (B.Pharm.) abschloss. Ein weiteres Studium der Medizin beendete er mit einem Bachelor of Science (B.Sc.) und ließ danach als Arzt in Żebbuġ sowie später in Qormi nieder. Daneben engagierte er sich als Vorsitzender der Għaqda Żgħażagħ Laburisti (GZL), der Jugendorganisation des Gewerkschaftsverbandes, in seiner Geburtsstadt Ħaż-Żebbuġ.
Nachdem Muscat bei den Wahlen am 17. und 19. Februar 1962 ohne Erfolg für ein Mandat im Parlament kandidiert hatte, wurde er bei den Wahlen am 26. und 28. März 1966 für die Partit Laburista erstmals zum Mitglied des Repräsentantenhauses gewählt und gehörte diesem mehr als dreißig Jahre lang bis zu den Wahlen am 26. Oktober 1996 an. Ende der 1960er Jahre wurde er Sprecher der oppositionellen PL-Fraktion für soziale Dienste und Gesundheit, ehe er zwischen 1971 und 1976 stellvertretender Vorsitzender von Ausschüssen des Repräsentantenhauses war.
Am 27. Dezember 1976 wurde Muscat von Premierminister Dom Mintoff als Bildungsminister (Ministru tal-Edukazzjoni) in dessen drittes Kabinett berufen. Er bekleidete dieses Ministeramt auch im vierten Kabinett Mintoff bis zum 3. September 1983. Während seiner Amtszeit führte er Bildungsreformen durch, die zur Einführung des Werkstudiums an der Universität Malta und den Technischen Instituten und der Abschlussprüfung am Juniorlyzeum führten. 1979 nahm er als Vertreter von Premierminister Mintoff an der Konferenz der Staats- und Regierungschefs des Commonwealth of Nations in Sambia teil.
Premierminister Mintoff ernannte ihn am 3. September 1983 zum Minister für halbstaatliche Industrien (Ministru tal-Industrija Parastatali) in dessen fünftem Kabinett. Dieses Ministeramt übte er auch im darauf folgenden Kabinett Mifsud Bonniċi bis zum 12. Mai 1987 aus. In dieser Funktion war er unter anderem für den Energiekonzern Enemalta sowie das Telekommunikationsunternehmen TeleMalta verantwortlich. Zuletzt war er zwischen April 1992 und Oktober 1996 Sprecher der Opposition für Arbeit, Beschäftigung und Ausbildung.
Nach seinem Ausscheiden aus dem Parlament nahm er seine Tätigkeit als praktischer Arzt wieder aus. Zuletzt absolvierte er bis zu seinem Tod auch noch ein postgraduales Studium im Fach Krankenhauswesen. Nach seinem Tode wurde er auf dem Friedhof von Ħaż-Żebbuġ beigesetzt. Aus seiner Ehe mit Doris Cuschieri gingen die drei Kinder Alexander, Joseph und Marlene hervor.